# Протасевич Роман Дмитрович
Роман Дмитрович Протасевич (біл. Раман Дзьмітрыевіч Пратасевіч, нар. 5 травня 1995, Мінськ, Білорусь) — білоруський опозиційний громадсько-політичний діяч, блогер, колишній редактор телеграм-каналу NEXTA, колишній політв'язень. У січні 2020 року попросив політичного притулку в Польщі. Затриманий 23 травня 2021 року в аеропорту Мінська.

## Біографія
Народився 5 травня 1995 року у Мінську в сім'ї військовослужбовця. Його батько, Дмитро Протасевич, багато років працював у Військовій академії Білорусі, звільнився зі служби у 2019 році, до початку протестів у Білорусі. Надалі самопроголошений президент Лукашенко позбавив його всіх військових звань.
Роман Протасевич — опозиційний активіст, брав участь у протестах на початку 2010-х. Керував головною антилукашенківською групою в російській соцмережі ВКонтакті до захоплення сторінки силовиками режиму Лукашенка 2012 року.
Вступив на факультет журналістики Білоруського університету, але незабаром був відрахований з нього. У інтерв'ю він відзначав, що там готують «державних пропагандистів», через що він мав суперечки з викладачами.
Попри відсутність формальної освіти, працював у декількох білоруських ЗМІ (Європейське радіо для Білорусі, Радіо Свобода та інших) журналістом.
З 2010-х років займався активізмом та ходив на протести проти білоруської влади та режиму Олександра Лукашенка, декілька разів його затримували силовики, як учасника акцій чи адміністратора опозиційних сторінок в соцмережах.
Як журналіст-фрілансер та фотокореспондент, Протасевич протягом року бував у зоні бойових дій на Донбасі, а перед цим — на Майдані в Києві, де представники Беркуту йому розбили голову, хоча він не був активним учасником сутичок. «Коли такі події відбуваються під боком, буквально на відстані однієї ночі на потягу. І там все зовсім по-іншому», — розповідав Протасевич у розмові з російським журналістом Юрієм Дудьом про Майдан.
У 2019 році Роман поїхав з Білорусі до Польщі після того, як почав помічати стеження за собою. Після початку активних протестів у Білорусі, Роман повідомив, що також вивіз до Польщі батьків, за якими також почалося стеження.
22 січня 2020 року, Протасевич попросив політичного притулку в Польщі, отримав статус політичного біженця та виконував функції головного редактора NEXTA Live.
5 листопада 2020 року, Слідчий комітет Білорусі звинуватив Протасевича та Путила в організації масових заворушень (ст. 293 білоруського Кримінального кодексу), діях, що грубо порушують громадський порядок (ст. 342), та розпалюванні соціальної ворожнечі на основі професійної належності (ст. 130, част. 3) та вони були оголошені в міжнародний розшук.
19 листопада 2020 року, білоруський КДБ включив їх до списку терористів. Повідомлялося, що через ці звинувачення Протасевичу загрожує смертна кара в Білорусі.
З 2019 по 2020 рік працював на NEXTA, де він керував Telegram-каналом. У серпні 2020 року, після того, як білоруська влада намагалася відключити доступ до Інтернету під час президентських виборів 2020 року, NEXTA стала одним з основних джерел інформації про протести проти фальсифікованих виборів і розпочала їхню координацію. За тиждень на каналі з'явилось майже 800 000 нових підписників.
У кінці вересня 2020 року, Роман оголосив про те, що йде з NEXTA. Своє рішення він пояснив тим, що не зійшовся поглядами зі Степаном Путилою на те, як має розвиватися канал далі. При цьому, Роман Протасевич очолив інший опозиційний Telegram-канал «Беларусь головного мозга». За даними російської «Нової газети», він також працював у команді лідерки білоруської опозиції Світлани Тихановської, з якою і перебував у Афінах за декілька днів до свого затримання у Мінську.

### Рейс Ryanair Sun FR4978 та арешт
23 травня 2021 року літак польської компанії «Ryanair Sun» (доньки компанії Ryanair) рейсу FR4978 (Афіни — Вільнюс) з Протасевичем на борту, на підльоті до летовища Вільнюсу перенаправили до летовища Мінська після повідомлення про мінування. Як пізніше виявилось, мінування не підтвердилось.
Попри те, що літак був ближче до Вільнюсу, самопроголошений президент Білорусі Олександр Лукашенко, за повідомленням його пресслужби, особисто наказав перенаправити літак до Мінська і направив для його супроводу літак-винищувач МіГ-29 Повітряних сил Білорусі. Павло Латушко, член президії Координаційної ради білоруської опозиції, заявив, що має дані про те, що екіпажу літака погрожували застосуванням зброї. У Мінську Протасевича випхали з літака та заарештували. Разом з ним заарештували його дівчину Софію Сапегу. До них не пускали адвокатів.
24 травня 2021 року, спільною заявою дев'яти організацій, у тому числі Правозахисного центру «Вясна», Білоруської асоціації журналістів, Білоруського Гельсінського комітету, Білоруського ПЕН-центру, був визнаний політичним в'язнем.
28 травня 2021 року, Протасевича було переведено з мінського СІЗО № 1, де він перебував 5 діб, до СІЗО КДБ Білорусі в Мінську. Громадянку РФ Софію Сапегу, яку було затримано разом з Протасевичем, до СІЗО КДБ доставили раніше.
31 травня 2021 року, шефство над політичним в'язнем взяв Джем Оздемір, депутат Бундестагу.
1 червня 2021 року, на фото, яке було опубліковане «слідчими» Білорусі, на лобі у Протасевича був синець. Його адвокат Інеса Оленська після зустрічі з Романом заявила, що начебто, з його слів, він довго стояв, притулившись лобом до стінки.
2 червня 2021 року, Олександр Лукашенко запропонував «слідчим» з терористичної організації ЛНР в ОРДЛО допитати Протасевича. Це було зроблено у відповідь на звинувачення з боку терористів ЛНР щодо його можливої участі в боях на Донбасі.
3 червня 2021 року, на «ОНТ» вийшла передача за участю Протасевича та директора телеканалу Марата Маркова, позначена як інтерв'ю Протасевича. Затриманий Протасевич в «інтерв'ю» назвав прізвища координаторів протестів в Білорусі. Журналіст також розповів пропагандистам, що телеграм-канал NEXTA був головним координаційним чатом вуличних акцій. Передача викликала масову критику і була розцінена багатьма як елемент тортур політичного ув'язненого.
25 червня 2021 року, журналіста Романа Протасевича і його подругу, росіянку Софію Сапегу перевели під домашній арешт, про це BBC повідомив батько Протасевича. В подальшому, у травні 2022 року Сапегу засудили до 6 років колонії, покарання відбувала у виправній колонії № 4 в м. Гомелі.
3 травня 2023 року, режим Лукашенка засудив Романа Протасевича до 8 років колонії.
22 травня 2023 року, згідно особистого повідомлення Романа Протасевича, згідно рішення суду, його було помилувано. Як відомо, раніше повідомлялося, що після затримання Протасевича через деякий час було переведено під домашній арешт та він почав співпрацювати зі слідством і підтримувати режим самопроголошеного президента Олександра Лукашенка.

## Міжнародна реакція
20 січня 2022 року, Міністерство юстиції США висунуло звинувачення проти чотирьох громадян Білорусі у справі про примусову посадку літака Ryanair із журналістом Романом Протасевичем на борту. У Мін'юсті дійшли висновку, що офіційні особи Білорусі сфабрикували дані про загрозу, щоб змусити літак змінити маршрут і замість Вільнюса приземлитися у Мінську. Голові Білаеронавігації Леоніду Чуру, його заступнику Олегу Казючицю та ще двом співробітникам спецслужб Білорусі висунули звинувачення у «повітряному піратстві». Усі четверо перебувають на території Білорусі.